# Plogonnec
Plogonnec (Plogoneg) ist eine französische Gemeinde im Département Finistère in der Bretagne mit 3223 Einwohnern (Stand 1. Januar 2022). Sie gehört zum Arrondissement Quimper und zum Kanton Quimper-1.

## Geografie
Die Gemeinde liegt im Westen der Bretagne, gut acht Kilometer südöstlich des Atlantik (Bucht von Douarnenez) in der Region Cornouaille. Der touristisch bedeutende Ort Locronan befindet sich drei Kilometer nördlich, Douarnenez zehn Kilometer westlich, Quimper elf Kilometer südöstlich, und Brest etwa 40 Kilometer nordnordwestlich (Entfernungen leicht gerundet in Luftlinie).

## Verkehr
Die nächstgelegenen Abfahrten an der autobahnähnlich ausgebauten Schnellstraße E 60 (Nantes-Brest) gibt es bei Quimper und Châteaulin. Der Bahnhof Quimper ist TGV-Atlantique-Station und Regionalbahnhof im Netz der TER Bretagne. Die Bahnstrecke Quimper-Douarnenez, die wenige Kilometer südlich des Ortes vorbeiführt und hier eine Station besaß, wurde bereits 1974 im Personenverkehr stillgelegt.
Die nächsten Regionalflughäfen sind der Flughafen Quimper-Cornouaille und der Flughafen Brest.

## Bevölkerungsentwicklung
| Jahr                       | 1962 | 1968 | 1975 | 1982 | 1990 | 1999 | 2007 | 2017 |
| Einwohner                  | 2299 | 2270 | 2708 | 2888 | 3073 | 2806 | 3034 | 3156 |
| Quellen: Cassini und INSEE |      |      |      |      |      |      |      |      |

## Sehenswürdigkeiten
- Kirche Saint-Thurien

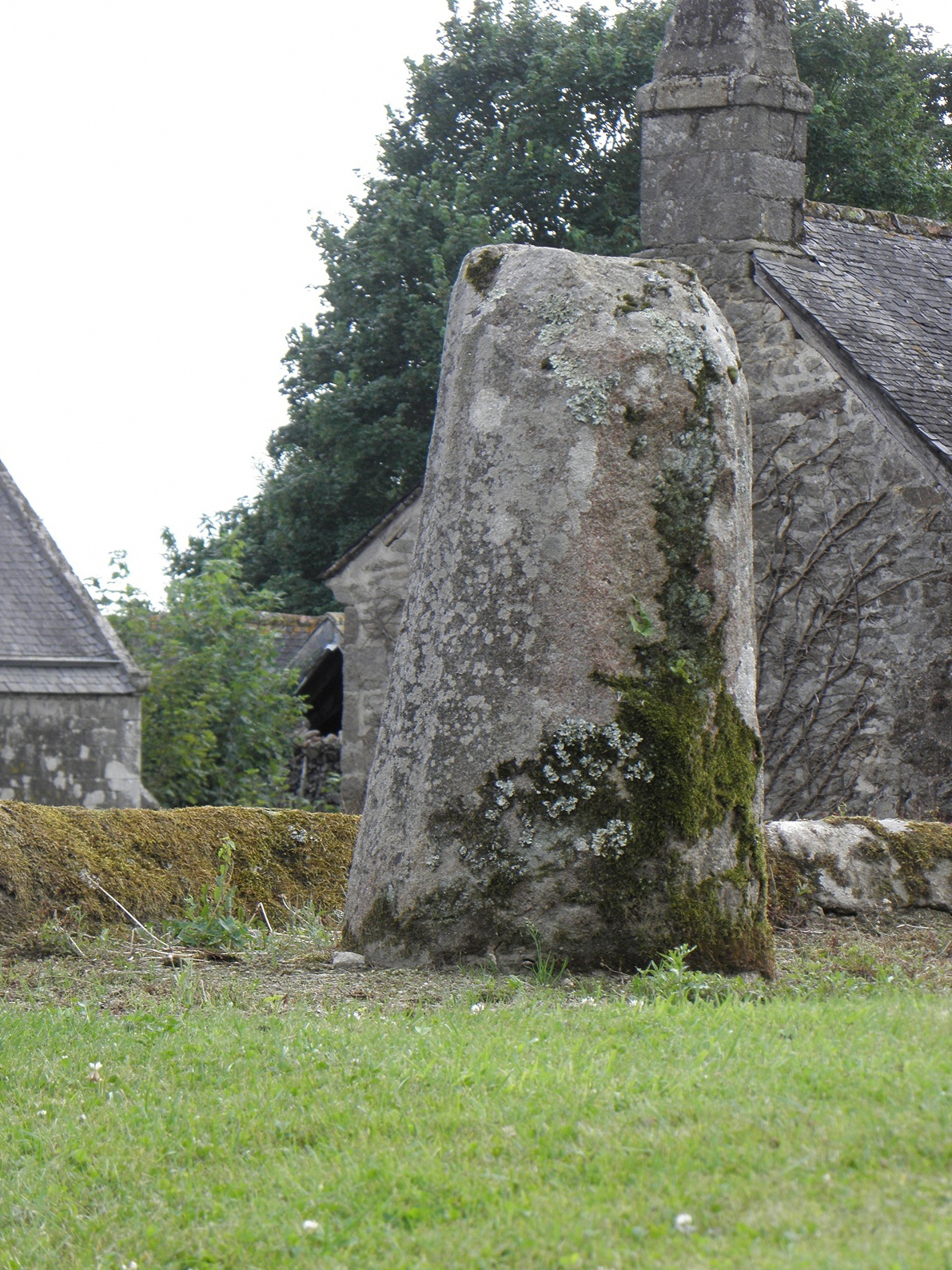
Eisenzeitliche Stèle von Plogonnec

Siehe auch: Liste der Monuments historiques in Plogonnec